# غاري فلاندرو
غاري أرنولد فلاندرو (بالإنجليزية: Gary Flandro) (من مواليد 30 مارس 1934، سولت ليك سيتي، يوتا) مهندس فضاء أمريكي يشغل حاليا منصب رئيس مجتمع التميز في الدفع الفضائي (Emeritus) في معهد جامعة تينيسي الفضائي، هو أيضًا نائب الرئيس ورئيس المهندسين في مختبرات جلوير تايلور (GTL).

## السيرة الذاتية

### النشأة والتعليم
حصل فلاندرو على درجة البكالوريوس في الهندسة الميكانيكية في عام 1957 من جامعة يوتا، قبل أن يلتحق بمعهد كاليفورنيا للتكنولوجيا ويحصل على درجة الماجستير في عام 1960 ثم شهادة الدكتوراه من معهد كاليفورنيا للتكنولوجيا في عام 1967.

### الحياة العملية
بدأ فلاندرو بالعمل في UTSI كما كان رئيس معهد التميز للدفع الفضائي منذ عام 1991. كتب فلاندرو أو شارك في كتابة ما يقرب من 95 ورقة مؤتمر، كان آخرها ورقته في كيوتو، اليابان بعنوان «فهم السلوك المتذبذب لصواريخ الدفع والمحركات النفاثة» في الندوة الدولية السابعة عن المواضيع الخاصة في الدفع الكيميائي.
كما كتب أو شارك في تأليف 54 مورقة بحثية، أربع كتب وفصلين في كتاب أخر. تم اختياره زميلا في المعهد الأمريكي للملاحة الجوية والملاحة الفضائية في 13 مايو 2008.
يعتبر فلاندرو من الجيل الحادي عشر لتلاميذ أويلر، وفقا للنسب التالي: أويلر، لاغرانج، فورييه، لوجون دركليه، رودولف ليبشيتز، كلاين، فيردينوند فون ليندمان، هيلب، بار، ليبمان، ماربل، فلاندرو.
دعمت أفكار فلاندرو العديد من الرحلات الفضائية ولها فضل كبير في نجاح العديد من البعثات التي تستهدف الكواكب الخارجية. فعلى سبيل المثال، صرح الفلكي والفيزيائي فيجور يانج هيد، من معهد تكنولوجيا الفضاء في جورجيا، معهد جورجيا للتكنولوجيا أن «عمل فلاندرو البحثي عن عدم استقرار الاحتراق في المحركات الصاروخية الصلبة قد حل عمليا مشكلة كانت تواجه الفلكيين لأعوام».
شارك فلاندرو أيضا في تأليف العديد من الكتب الدراسية أشهرهم:
- «الديناميكا الهوائية الأساسية: تدفق غير قابل للضغط» بالتعاون مع هوارد ماكماهون وروبرت إل روش من جامعة جورجيا للتكنولوجيا.
- «عدم استقرار الاحتراق في صواريخ الدفع الصلبة» بالتعاون مع إدوارد دبليو برايس أوف من جامعة جورجيا للتكنولوجيا.

## عمالقة الغاز
في صيف عام 1964، أثناء عمل فلاندرو في مختبر الدفع النفاث التابع لوكالة ناسا، تم تكليفه بإجراء دراسة عن تقنيات جديدة لاسكتشاف الكواكب الخارجية للمجموعة الشمسية. أدت دراسته إلى اكتشاف حدوث محاذاة نادرة (تحدث مرة كل 175 عام) للكواكب الخارجية (المشترى، زحل، أورانوس ونيبتون) يمكن الاستفاد من تقنية مساعدة الجاذبية في تقليل زمن زيارة واكتشاف كل منهم من أربعين عاما إلى أقل من عشرة سنوات فقط. الأمر الذي وافقت عليه ناسا سريعا وأطلقت عليه اسم برنامج الجولة الكبرى قبل أن ترفضه بسبب تكلفته العالية وتوافق على بعثتي فوياجر 1 وفوياجر 2 بنفس الهدف في عام 1977.

## التكريم
تلقى فلاندرو العديد من الجوائز والأوسمة تكريما له على مجمل أعماله مثل:
- جائزة جولوفين عام 1970 من الجمعية الفلكية البريطانية.
- ميدالية الإنجاز الاستثنائي لعام 1998 من وكالة ناسا الفضائية.

كانت لأفكاره تأثير كبير على بعثات استكشاف النظام الشمسي اللاحقة مثل بعثة غاليليو (لكوكب المشترى)، بعثة كاسيني (لكوكب زحل) وبعثة نيوهورايزنز التي أطلقت في يناير 2006 ووصلت إلى بلوتو في عام 2015.

## وصلات خارجية
- الموقع الرسمي لغاري فلاندرو نسخة محفوظة 24 أكتوبر 2013 على موقع واي باك مشين.
- خطاب غاري فلاندرو عام 2018.
- حوار مع غاري فلاندرو عام 2017.